# Reagrupament del Poble Franc-Comtès
Reagrupament del Poble Franc-Comtès (francès Rassemblement du Peuple Franc-Comtois, RPFC) va ser un partit polític creat el 1994 a Besançon, de caràcter federalista i que reclama l'autonomia del Franc Comtat. Cessà les seves activitats el 1999. Fou membre de la federació Regions i Pobles Solidaris (RPS). El seu nom és esmentat amb el d'altres organitzacions dins el RPS en el llibres Les minorités dans le monde de Joseph Yacoub, de 1998.

## Ideologia
Políticament, vol superar la divisió entre esquerra i dreta per a mostrat un projecte federalista i autonomista per al Franc Comtat, tot i que rebutja l'extrema dreta. És favorable a la supressió dels departament en profit de reforçar les competències del Franc Comtat i en transformar el Senat francès en una cambra de regions i de pobles.
Alhora, situa la reivindicació autonomista dins un projecte federalista global amb tendència de crear una Europa de regions que federi els estats nacionals sota el principi de subsidiarietat = Regió, Estat, Europa.

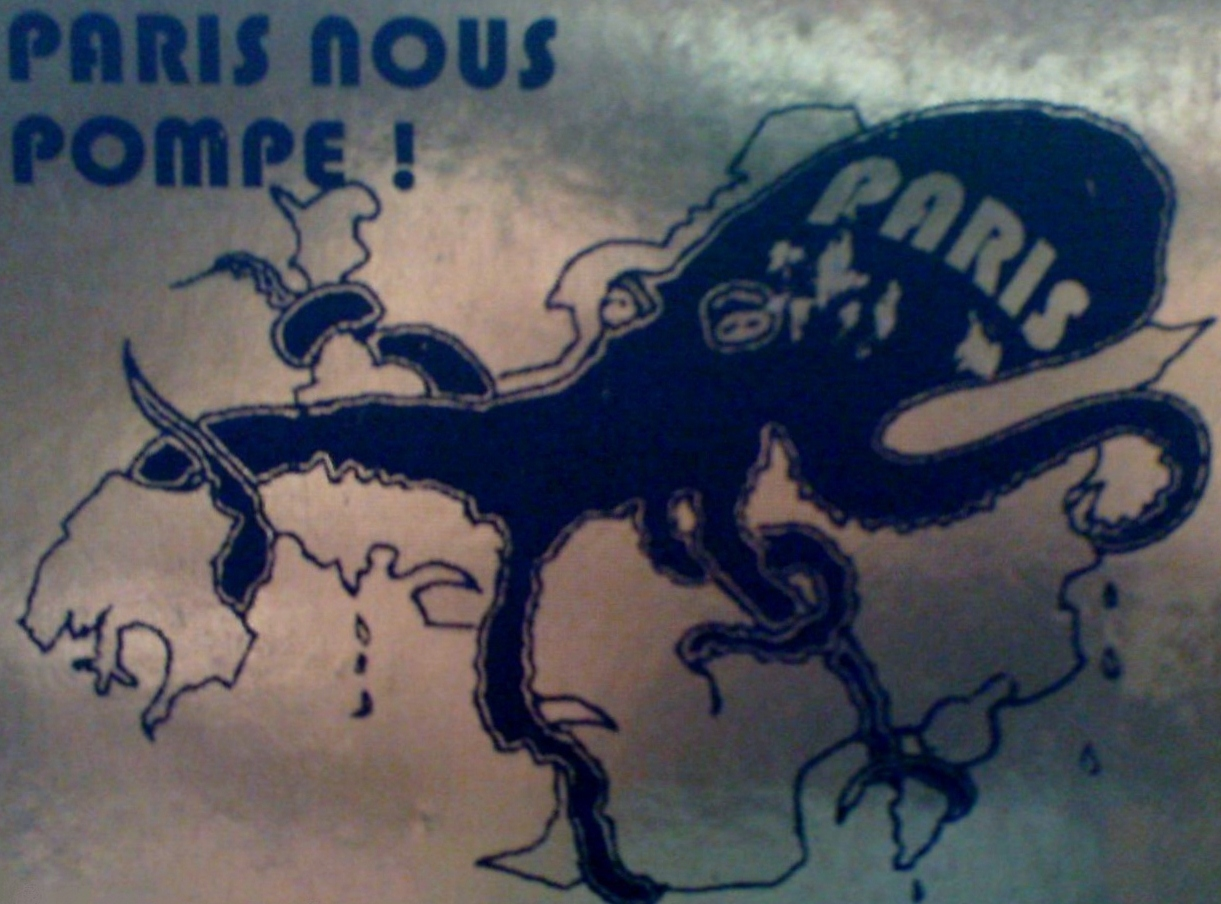
Cartell de propaganda del RPFC

També reclama l'ensenyament de la història del Franc Comtat a les escoles i superar la història uniforme i jacobina que s'hi ensenya, per tal de respectar la història dels diferents regions i pobles. Alhora, considera que la frontera que separa el Franc Comtat de la Suïssa Romanda és artificial i dona suport a la cooperació transfronterera al si de l'arc transjurassià. Alguns militants participaren amb el Partit Federalista del FC en una acció a la frontera del Cantó del Jura per tal de reafirmar els lligams entre ambdós costats de la frontera.
Critiquen de paternalista l'actitud de la regió Borgonya i la capital Dijon vers el Franc Comtat. Es reclama una regió francòfona que combat el jacobinisme centralista i dona suport el combat  cultural i no violent d'altres cultures. Defensa la diversitat lingüística, el reconeixement de les altres llengües de l'hexàgon i la ratificació per França de la Carta Europea de les Llengües Regionals o Minoritàries. Volen la promoció de la francofonia lliure dels llastres del colonialisme i respectar la diversitat cultural de França. El Franc Comtat és part de França.

## Símbol
El símbol principal del moviment és el blasó del Franc comtat amb les estrelles europees.

## Resultats electorals
Regions i Pobles Solidaris presentà candidats a les legislatives de 25 de maig de 1997 a diverses regions, entre elles el Franc Comtat. Es presentà a la circumscripció de Doubs (Besançon) amb la Convergències Ecologia Solidaritat, amb el suport de Noel Mamère (cap del CES) i Jean-Philippe Allenbach, president del Partit Federalista. El cap de llista era Martial Côte-Colisson. Va obtenir l'1,29% dels vots (519 vots), tots ells a Besançon Oest. A les regionals de 1998 donà suport la llista del Partit Federalista al FC. Els lligams entre el RPFC i el Partit Federalista del FC l'han afeblit, de manera que el 1999 la major part dels seus membres s'hi van integrar.

## Presència als medis
Durant uns anys ha animat l'emissió periòdica de Radio Bip i ha publicat articles a l'Echo du Zinc, repartit gratuïtament als bars de Besançon. Ha mantingut contactes amb grups jurassians i donà suport l'alcalde de Buoux (Provença) quan va emetre les entrades al museu en occità.

## Articles apareguts a l'Eco du Zinc
- N°7 (1995) - p 4 : « Peuples de Franche-Comté, Rassemblez-vous ! »
- N°10 (Octobre 1995) - p 15 : « Décoloniser la province »
- N°13 (Janvier 1995) - p 11 : « L'histoire oubliée de la Comté (1er épisode) »
- N°17 (1996) - p 16 : « Le dernier des dinosaures »
- N°12 (Décembre 1995) - p 11 : « Sous le lys québécois, le lion franc-comtois »
- N°14 (Février 1996) - p 10 : « Au coin du comtois »
- N°23 (Février 1998) - p 12 : « Le Val d'Aoste »
- N°24 (Mars 1998) - p 6 : « La nécessité de mettre fin au centralisme »
- N°25 (Avril 1998) - p 3 : « Martial Côte-Colisson : foi de fédéraliste »
- N°28 (Novembre 1998) - p 4 : « Langue nationale, langue régionale »
- N°29 (Décembre 1998) - p 12 : « Le tandem franco-allemand en perte de vitesse »
- N°38 (Juin 2004) - p 11 : « La Bourgogne : une république bananière »
- Or série : « Cul-de-sac ou coeur de l'Europe ? »